# IHOP (Datenbank)
iHOP (information Hyperlinked Over Proteins) war eine frei zugängliche Literatursuchmaschine, die in Abstracts von Pubmed-Artikeln vorkommende Gen- und Proteinbezeichnungen als Hyperlinks verwendete und somit die Suche nach thematisch miteinander verwandten biowissenschaftlichen Artikeln erleichterte. Vor allem war eine einfache und schnelle Suche nach Interaktionspartnern von Genprodukten beziehungsweise nach Artikeln, die entsprechende Interaktionen beschreiben, ermöglicht. Des Weiteren findet sich eine sorgfältig recherchierte Aufzählung von Synonymen für Gennamen. iHOP und die Homepage des Autors sind seit 2018 offline.

## Hintergrund
Im Gegensatz zu konventionellen Suchmaschinen, die eine Liste von Ergebnissen liefern, strebte iHOP danach, zusammenhängende Inhalte zu verlinken (wie es beispielsweise bei Wikipedia der Fall ist). In den biomedizinischen Wissenschaften – mit dem Zugangsportal Pubmed – bieten sich dafür als natürliche Informationseinheiten Gene bzw. Genprodukte (also Proteine) an. Pubmed lässt sich somit als ein Netzwerk von Genen betrachten, der mit Hyperlinks versehen und ähnlich wie das Internet gehandhabt werden kann. Der Zusammenhang zwischen den Artikeln wurde dabei über in einzelnen Abstract-Sätzen vorkommende Genbezeichnungen hergestellt.

## Funktionsweise
Einmal monatlich wurden Genbezeichnungen (aus Datenbanken wie UniProt und LocusLink) sowie Abstracts von Pubmed-Artikeln importiert. Die Abstracts werden maschinell nach Gensynonymen und MeSH-Begriffen (Medical Subject Headings) durchsucht (Wörterbuch-basierte Suche). Für jedes Gen und jedes Abstract wurde eine Quellseite erstellt, die in Sätze gegliederten Originaltext enthält, wobei Gensynonyme, MeSH-Begriffe und assoziierte Verben hervorgehoben waren. Genseiten enthielten zusätzliche Informationen (wie z. B. über homologe Gene). Bei Useranfrage wurden die entsprechenden Quellseiten als HTML-Seiten präsentiert.

## Ergebnis
Bei der Suche nach einem Gen bzw. Genprodukt (also Protein; zwischen Gen und Protein wird nicht unterschieden) gelten diejenigen aus Abstracts entnommenen Sätze als Treffer, in der die Bezeichnung für das gesuchte Gen in Verbindung mit einem MeSH-Begriff oder mit einer weiteren Genbezeichnung vorkommt (was eine Interaktion der beiden Genprodukte nahelegt). Ein wesentliches Feature waren dabei die zahlreichen aus verschiedenen Datenbanken zusammengetragenen Synonymbezeichnungen für ein Gen. Der entsprechende MeSH-Begriff kann für eine google- oder Pubmed-Suche verwendet werden. Das in Verbindung mit dem ersten Gen erwähnte zweite Gen führte dagegen als Hyperlink auf eine eigene Seite, auf der wiederum die Information für dieses Gen zusammengetragen waren (also der Zusammenhang zu entsprechenden MeSH-Begriffen beziehungsweise weiteren Genen; dabei wurden die Interaktionen mit dem Gen, über das man auf die entsprechende Seite gelangt war, an erster Stelle angeführt). Diese Möglichkeit, Genbezeichnungen als Hyperlinks zu verwenden, war die ursprüngliche Idee und die eigentliche Stärke von iHOP; es verschaffte somit einen schnellen Überblick über zueinander in Beziehung stehende Genprodukte. Die entsprechenden Auszüge aus Abstracts konnten gespeichert und die Verbindungen zwischen den Genprodukten graphisch dargestellt werden.